# Никола Герасимов (революционер)
 Тази статия е за българския революционер от Охрид.  За българския лекар от Тетово вижте Никола Герасимов (лекар).  
Никола Николов Герасимов е български учител и революционер, деец на Върховния македоно-одрински комитет.

## Биография
Герасимов е роден в 1868 година в град Охрид, тогава в Османската империя, днес в Северна Македония. Завършва в 1891 година с шестия випуск Солунската българска мъжка гимназия. В 1893 година завършва история във Висшето училище в София. Работи като учител в гимназията в Пазарджик (1893 - 1903).
Активен деец е на Македоно-одринската организация. Делегат е от Татарпазарджишкото македонско дружество на Осмия (4 - 7 април 1901) и Деветия македоно-одрински конгрес (29 юли – 5 август 1901).
През пролетта на 1903 година влиза в охридско-кичевската чета на Върховния комитет, като секретар на войводата ѝ Александър Протогеров. С нея участва в сражението при село Селище на 14 - 15 април и в Илинденско-Преображенското въстание.
След въстанието от 1904 година отново става учител, този път в Ески Джумая, където работи до 1912 година, като от 1907 година е директор на гимназията в града.
При избухването на Балканската война в 1912 година Герасимов оглавява партизанска чета № 43 на Македоно-одринското опълчение, с численост 19 четници. Заедно с четите на Дончо Златков, Лазар Делев и Тане Николов напредва по долината на река Струма. Сражава при селата Осеново, Сърбиново и Сенокос.
| Чета на №43 МОО с командир Никола Герасимов | Чета на №43 МОО с командир Никола Герасимов | Чета на №43 МОО с командир Никола Герасимов | Чета на №43 МОО с командир Никола Герасимов | Чета на №43 МОО с командир Никола Герасимов | Чета на №43 МОО с командир Никола Герасимов |
| Номер                                       | Име                                         | Години                                      | Околия                                      | Селище                                      | Бележки                                     |
| ------------------------------------------- | ------------------------------------------- | ------------------------------------------- | ------------------------------------------- | ------------------------------------------- | ------------------------------------------- |
|                                             | Андрей Дионисиев                            | 22                                          | Ениджевардарско                             | Енидже Вардар                               |                                             |
|                                             | Анто Колев                                  | 45 (47)                                     | Софийско                                    | Драгалевци                                  | орден „За храброст“ IV степен               |
|                                             | Божин (Божил) Спасов                        | 35                                          | Охридско                                    | Мраморец                                    |                                             |
|                                             | Дешо Андонов                                | 50                                          | Софийско                                    | Симеоново                                   |                                             |
|                                             | Иван Битраков                               | 35                                          | Охридско                                    | Охрид                                       |                                             |
|                                             | Кольо Сапунджиев                            | 25                                          | Костурско                                   | Осничани                                    |                                             |
|                                             | Панайот Бобарев                             | 23                                          | Софийско                                    | София                                       |                                             |
|                                             | Петър Бъндев                                | 39                                          | Охридско                                    | Охрид                                       |                                             |
|                                             | Стоян Андреев                               | 21                                          | Охридско                                    | Мраморец                                    |                                             |
|                                             | Христо Анитукиев                            | 50                                          | Стружко                                     | Струга                                      |                                             |

След Междусъюзническата война в 1913 година се връща в Ески Джумая, където е учител до 1915 година. При освобождението на Вардарска Македония през Първата световна война в 1916 година става учител в Гевгели, където остава до 1918 година. 
След злополучния за България край на войната се връща в Ески Джумая. От 1923 година при разделянето на гимназията и прогимназията в града Герасимов става директор на гимназията. През 1924 година е избран за председател на Ескиджумайското македонско благотворително братство. От септември 1927 година е директор и учител в гимназията в Орхание, но умира няколко месеца по-късно.
Носител е на кръст „За храброст“ III степен.